# Wang Dongxing

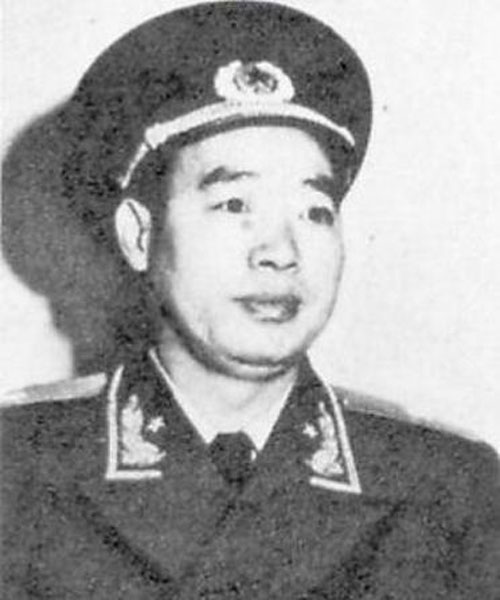
Wang Dongxing, 1955

Wang Dongxing (chinesisch 汪东兴; * 1. Januar 1916; † 21. August 2015 in Peking) war ein chinesischer kommunistischer Politiker und Mitglied des Ständigen Ausschusses des Politbüros der Kommunistischen Partei Chinas.

## Kulturrevolution und Sturz der Viererbande
Wang Dongxing war ursprünglich Leibwächter von Mao Zedong. Während der Kulturrevolution wurde er auf dem 9. Parteitag der KPCh im April 1969 zum Kandidaten des Politbüros sowie Mitglied des ZK der KPCh. Vier Jahre später wurde er auf dem 10. Parteitag der KPCh im August 1973 Mitglied des Politbüros.
Als Kommandeur des 8341. Spezialregiments, der Leibgarde der Parteiführung, war er maßgeblich im September und Oktober 1976 am Sturz der Viererbande beteiligt, die nach dem Tode von Mao Zedong die Macht ergreifen wollte.

## Mitglied des Ständigen Ausschusses und Machtverlust
Unter dem Nachfolger von Mao als Vorsitzender der Kommunistischen Partei Chinas (KPCh), Hua Guofeng, der zugleich bereits seit Januar Nachfolger des verstorbenen Ministerpräsidenten Zhou Enlai war, wurde Wang im August 1977 auf dem 11. Parteitag der KPCh zum Mitglied des Ständigen Ausschusses des Politbüros der Kommunistischen Partei Chinas und neben Deng Xiaoping, Li Xiannian und Ye Jianying zu einem der Stellvertretenden Vorsitzenden der KPCh gewählt. Damit gehörte er dem obersten Führungskreis der Parteiführung an.
Mit dem wachsenden Einfluss von Deng Xiaoping verlor Wang noch im Spätherbst 1977 sein Amt als Stellvertretender Vorsitzender der Partei an Hu Yaobang. Im Februar 1980 verlor er schließlich noch vor dem nächsten Parteitag seinen Sitz im Ständigen Ausschuss des Politbüros.
Auf dem 12. Parteitag der KPCh 1982 wurde er in Anerkennung seiner Rolle im Staatsstreich gegen die Viererbande und als Zeichen, dass politische Gegner nicht länger verfolgt werden, immerhin noch zum Kandidaten des Zentralkomitees (ZK) der KPCh gewählt. Nach dem 13. Parteitag 1987 schied er jedoch aus der Politik aus.